# Línea 5 (Montevideo)
La línea 5 fue un servicio de transporte  urbano de Montevideo, que unía Ciudadela con el Cerrito, específicamente la intersección de la Avenida General Flores e Industria.

## Historia
Creado en 1907 cómo un servicio de tranvías que unía la Aduana con el entonces Parque Urbano, dicho servicio funcionó hasta 1939, año en que la Sociedad Comercial de Montevideo resolvió dar de baja el servicio. 
En los años cuarenta, con la nacionalización de los tranvías y el surgimiento de la Administración Municipal de Transporte y la creación del sistema de trolebuses de Montevideo, es en 1956 cuando se decide que  la línea 5 vuelva a reactivarse, en un nuevo recorrido y mediante trolebuses, uniendo inicialmente la Aduana con el Cerrito.
En 1969 se produce uno de sus primeros cambios en su operación, ya que el servicio deja de ser prestado por trolebuses, pasando a operarse por ómnibus. En 1975, y a causa del cierre del ente estatal, la línea es adquirida  por la Cooperativa de Transportes del Sur hasta que en el año 1992 la misma es sustituida por la línea 505.

## Recorridos

### Recorrido inicial (1907-1939)
| Aduana - Colón - La Marsellaise - Solís - 25 de Mayo - Av. Uruguay - Yí - Durazno - Caiguá - Cebollatí - Municipio - Estanzuela - Samayúa - Parque Urbano | Vuelta - Porvenir - Asilo - Cebollatí - Caiguá - Maldonado - Cerro - Camacuá - Treinta y Tres - 25 de Agosto |

### Recorrido (1957-1992)
- Avenida de las Leyes
- Avenida General Flores